# Майдан Борис Олексійович
Майдан Борис Олексійович — український режисер-документаліст.
Народився 9 березня 1930 р. в Києві в родині службовця. Закінчив військове авіаційне училище (1951), Київський державний інститут фізичної культури (1959), факультет журналістики Київського державного університету ім. Т. Г. Шевченка (1960) та вищі режисерські курси (1963). Навчався також в аспірантурі кафедри кінознавства Всесоюзного державного інституту кінематографії (1978). Працював редактором Української студії телебачення.
З 1963 р. — режисер студії «Київнаукфільм». Створив фільми:
- «Шляхи дружби» (1966), «Посадка овочевих культур», «Буряк на зрошуваних землях» (1967), «Абонентський телеграфний зв'язок», «Виробництво силових трансформаторів», «Комплексне освоєння пісків» (1971), «Сильніше за полум'я» (1972), «УСП» (1972, Приз і Почесний диплом IV конкурсу рекламних фільмів, Москва, 1973; Диплом Всесоюзного фестивалю рекламних фільмів Москва, 1974), «Вік полімерів» (1972), «Убогі духом» (1973), «Пам'ять у металів?» (1974, Диплом на XXV Конгресі МАНК, Нью-Йорк, США, 1976; Приз «Золота пластина» IX Міжнародного кінофестивалю науково-технічних фільмів, Белград, СФРЮ, 1976), «Зварювальні машини» (1974, Диплом Всесоюзного кінофестивалю рекламних фільмів, Москва, 1974), «Поріднені міста і народи» (1975), «Чорна металургія — народному господарству» (1976), «І людина літатиме» (1977), «Економічний ефект — мільйони»^ «Антикорозійний захист кузовів легкових автомобілів» (1979), «Портативні телевізори» (1980), «Школа хроматографії», «Монтажні роботи в радіоелектроніці» (1981), «Плазменне напилення», «Автоматичний укладальник» (1982) та ін.

Член Національної спілки кінематографістів України.